# Rubiera

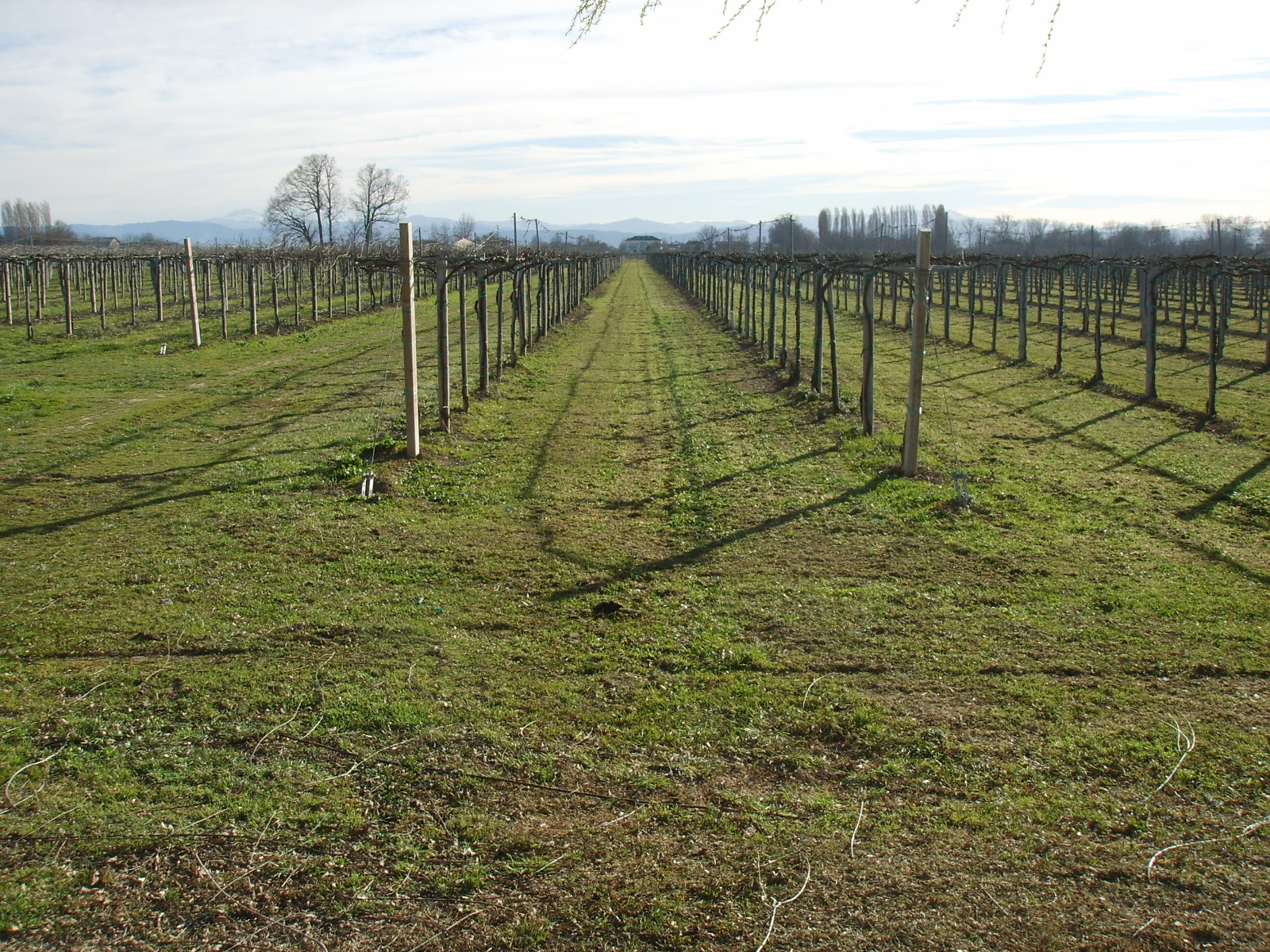
Bei Rubiera

Rubiera ist ein Ort in der italienischen Provinz Reggio Emilia mit 14.764 Einwohnern (Stand 31. Dezember 2023).
Die Nachbargemeinden sind Campogalliano (MO), Casalgrande, Modena (MO), Reggio nell’Emilia und San Martino in Rio.

## Personen
- Stefano Baldini (* 1971), Langstreckenläufer und Olympiasieger im Marathonlauf
- Urceus Codrus (1446–1500), Humanist
- Benito Corghi (1938–1976), Todesopfer an der innerdeutschen Grenze

## Partnerstädte
- Neulingen, Deutschland, seit 1991
- Győrújbarát, Ungarn, seit 2005
- Bjelovar, Kroatien